# Discoloma humerale
Discoloma humerale là một loài bọ cánh cứng trong họ Discolomatidae. Loài này được Sharp miêu tả khoa học năm 1899.